# Sorta
42°16′41.28″N 0°53′57.29″E / 42.2781333, 0.8992472

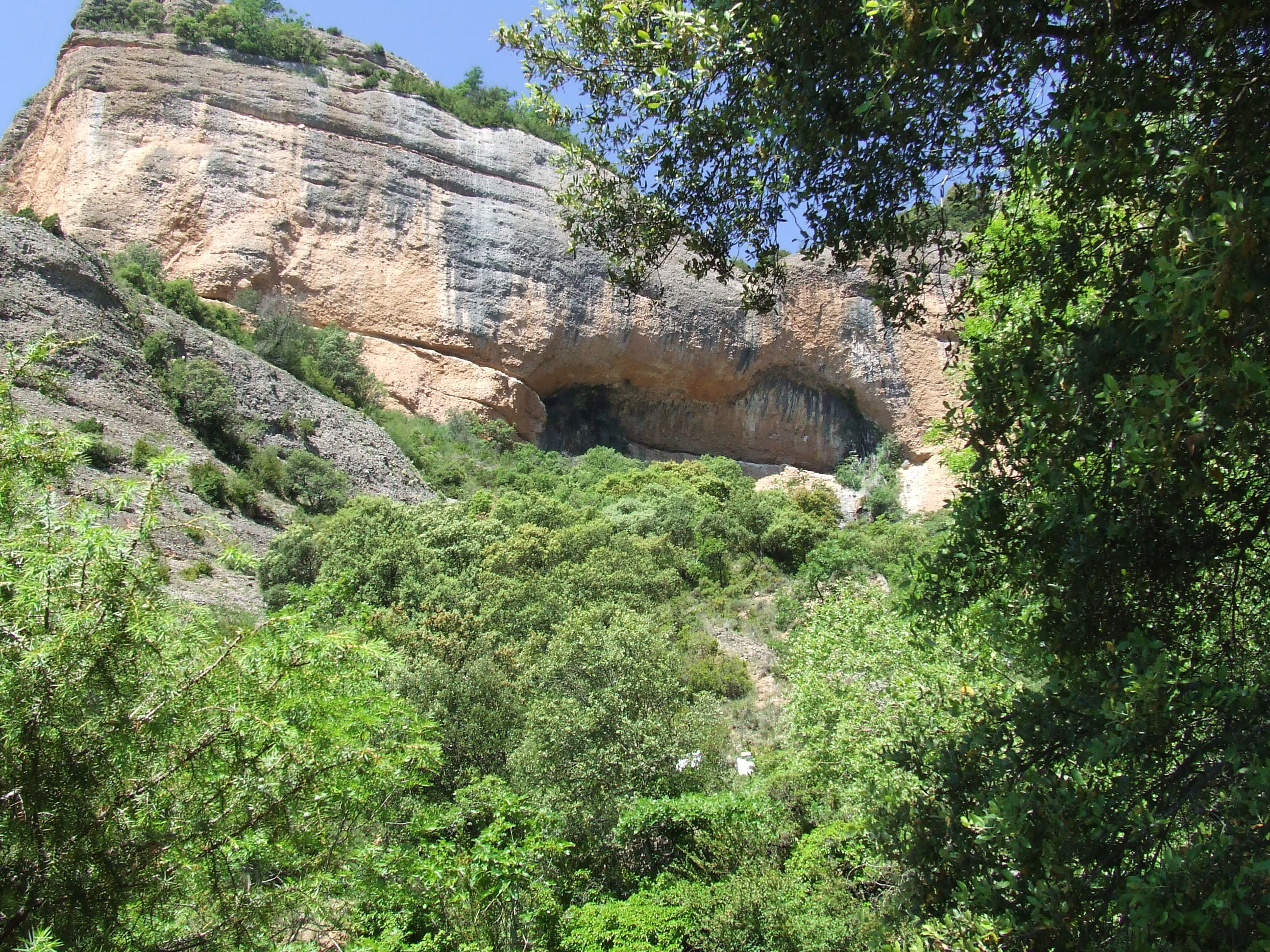
La cueva de Sorta con los restos de construcciones.

El Conjunto troglodítico de Sorta está situado al noroeste  del pueblo de Serradell, perteneciente al antiguo término de Toralla y Serradell, actualmente del término de Conca de Dalt en la provincia de Lérida.
Se trata de un conjunto de restos medievales de carácter a la vez defensivo y civil, que evidencian un hábitat troglodítico que aprovecha las grandes grutas y cuevas de la región.
Cercanos a este despoblado, hay dos más de la misma época y de características similares: Esplugallonga y Espluguell.